# Diplonevra aberrans
Diplonevra aberrans är en tvåvingeart som beskrevs av Borgmeier 1962. Diplonevra aberrans ingår i släktet Diplonevra och familjen puckelflugor.
Artens utbredningsområde är Iowa. Inga underarter finns listade i Catalogue of Life.